# مورتون گروو (ایلینوی)
مورتون گروو (به انگلیسی: Morton Grove) روستایی در ایالات متحده آمریکا است که در شهرستان کوک (ایلینوی) قرار دارد. مورتون گروو ۱۳٫۱۸ کیلومتر مربع مساحت و ۲۳٬۲۷۰ نفر جمعیت دارد.

## ممنوعیت اسلحه
مورتون گروو، ایلینوی نخستین شهر در آمریکا است که در سال ۱۹۸۱ با تصویب قانونی، مالکیت اسلحه را ممنوع کرد. در واکنش به این قانون، در سال ۱۹۸۲ کنساو، جورجیا مالکیت اسلحه را اجباری کرد.